# ألفارو ألونسو باربا
ألفارو ألونسو باربا (بالإسبانية: Álvaro Alonso Barba) هو مهندس وكيميائي إسباني، ولد في 1569 في وشقة في إسبانيا، وتوفي في 1661 في بوتوسي في بوليفيا.